# Constantino Teixeira
Constantino dos Santos Teixeira (falecido em 1988) foi um político e guerrilheiro da Guiné-Bissau.
Teixeira foi membro do Partido Africano para a Independência da Guiné e Cabo Verde (PAIGC) e lutou durante a Guerra da Independência contra Portugal até 1974, sendo um dos comandantes da "frente sul" na fronteira com a Guiné.
Tornou-se Ministro do Interior na Guiné-Bissau independente. Após a morte do general Francisco Mendes em um acidente automobilístico em 7 de julho de 1978, Teixeira o sucedeu temporariamente como primeiro-ministro, antes de passar o cargo em 28 de setembro de 1978 para João Bernardo Vieira.
Faleceu em 1988 na cidade de Bissau.